# 纳思瀚
纳思瀚（音譯：拉克斯曼·納拉西姆，1967年5月15日—）是一位印度裔美国企业家，前星巴克首席执行官、前利洁时執行長。

## 生平
1967年出生于印度浦那一个印度教家庭，在印度读完机械工程专业本科学位后前往美国留学，在宾夕法尼亚大学读完德语和国际研究专业本科学位后，又获得宾夕法尼亚大学沃顿商学院工商管理硕士学位。毕业后进入麦肯锡工作19年，2002年加入百事公司担任首席商务官，2019年9月加入利洁时担任首席执行官，2022年9月加入星巴克候任首席执行官，2023年3月正式接替霍华德·舒尔茨担任首席执行官。
2024年8月，星巴克公司宣布納思瀚即起離職，懸缺由奇波雷墨西哥燒烤執行長布莱恩·尼科尔接替

## 家庭
已婚有两个孩子，生活在康涅狄格州。可以说六种语言。